# 陳庭妮
陳庭妮（1989年4月28日—），臺灣女演員及女模特兒。

## 生平概略

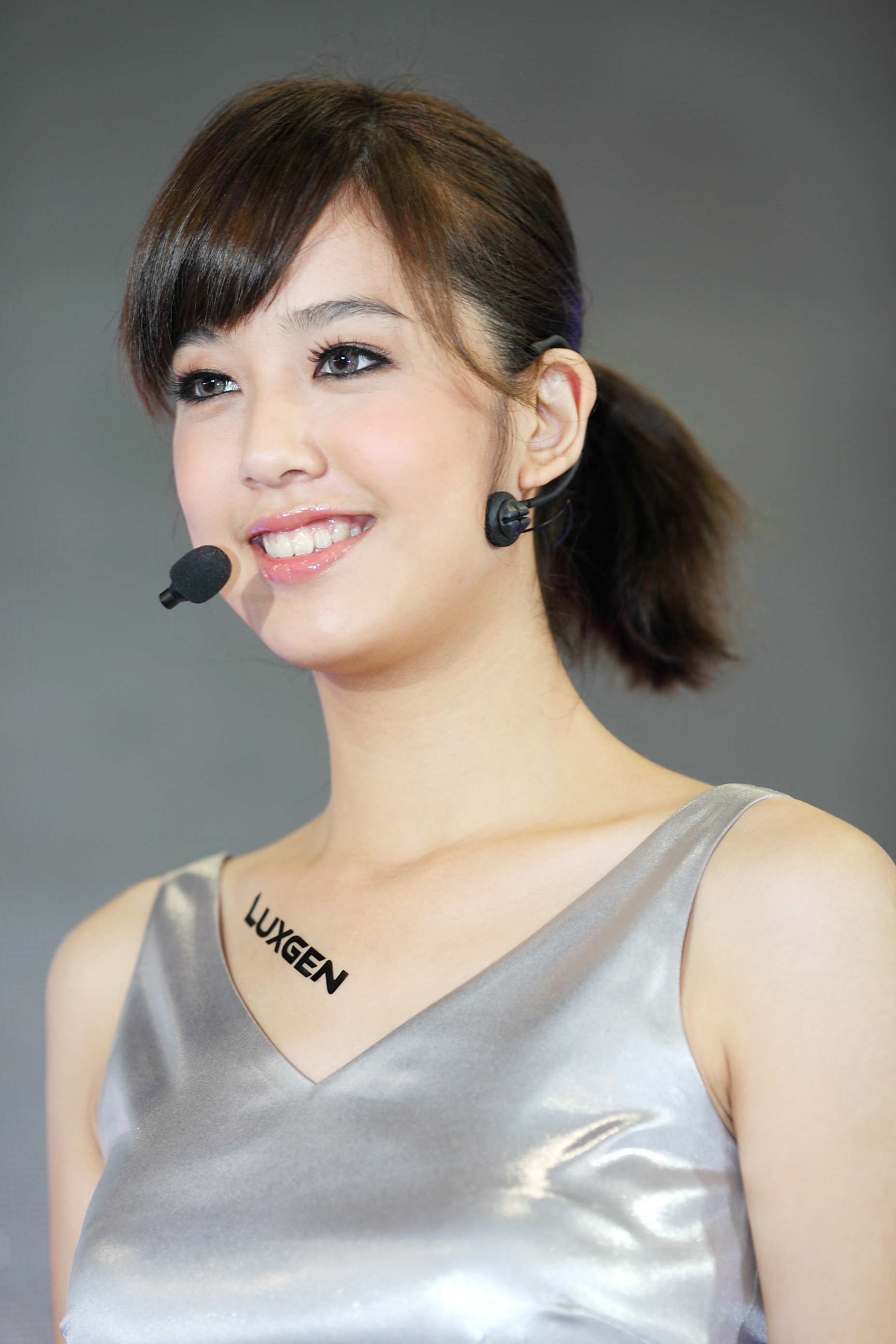
2010年

1989年，陳庭妮出生於臺中，她曾表示自己當時是臺灣最早的試管嬰兒之一。
後來，她曾任全國廣播之總機職務。2007年，她參加第一屆「凱渥夢幻之星」，並獲選為冠軍；隨後，她辭去先前職務，開始投入其演藝事業。 同時，她先就讀於開南大學財務金融學系；就讀於該系四年級時，為兼顧演藝事業，她降轉至醒吾科技大學財務金融系三年級，後因事業辦理休學。
2016年，她參演於電影《失控謊言》；後獲提名於第53屆金馬獎最佳新演員獎項。
2021年，她參演於電影《青春弒戀》；後獲提名於第58屆金馬獎最佳女配角獎項。
2022年1月13日的13點14分，與胡宇威在社交平台正式公開訂婚喜訊。2023年7月在紐約登記結婚。

## 演出作品

### 電影
| 年份   | 片名                           | 飾演         |
| 2016年 | 《失控謊言》                   | 莊美玉       |
| 2017年 | 《姐姐好餓劇場版之御廚大作戰》 | 婉兒/潘婉瑩  |
| 2017年 | 《盜命師》                     | 金芭比       |
| 2018年 | 《比悲傷更悲傷的故事》         | Cindy        |
| 2019年 | 《緝毒風暴》                   | 林曉曉       |
| 2021年 | 《青春弒戀》                   | Monica/Missy |
| 2023年 | 《本日公休》                   | 周佳欣       |
| 2024年 | 《為我辦一場西式的喪禮》       |              |
| 2025年 | 《陽光女子合唱團》             |              |
| 2026年 | 《腹喜》                       |              |

### 短片/微電影
| 年份   | 劇名                                           | 飾演       |
| 2011年 | 《清蜜星體驗－女生版：第一篇－牡羊座學會溫柔》 | 安安       |
| 2011年 | 《清蜜星體驗－女生版：第二篇－金牛座學會幽默》 | 安安       |
| 2011年 | 《清蜜星體驗－女生版：第十篇－魔羯座學會輕鬆》 | 安安       |
| 2013年 | 《這一刻，愛吧2013》                           | 任心宜     |
| 2020年 | 「76号恐怖書店之恐懼罐頭」-《計程車》          | 吳心婕     |
| 2021年 | 第58屆金馬獎開場大片《著迷》                   | 抽菸女孩   |
| 2022年 | 伊甸基金會《有你挺，我無礙 Choose Life》       | 自閉兒母親 |

### 電視劇
| 年份   | 播出頻道                     | 劇名                    | 飾演            |
| 2008年 | 華視                         | 《王子看見二公主》      | 趙克柔          |
| 2009年 | 中視                         | 《桃花小妹》            | 凱莉            |
| 2010年 | 安徽衛視                     | 《幸福一定強》          | 潘曉諾          |
| 2010年 | 華視                         | 《我的排隊情人》        | 辛海靜          |
| 2011年 | 安徽衛視                     | 《幸福最晴天》          | 潘曉諾          |
| 2011年 | 壹電視 華視                  | 《拜金女王》            | 莎夏            |
| 2011年 | 三立都會台 東森綜合台        | 《真愛找麻煩》          | 宋奕婕          |
| 2012年 | 安徽衛視                     | 《幸福三顆星》          | 潘曉諾          |
| 2012年 | 三立都會台 東森綜合台        | 《真愛趁現在》          | 楊奕茹          |
| 2013年 | 台視 三立都會台 東森戲劇台   | 《真愛黑白配》          | 梁小舒          |
| 2014年 | TVBS歡樂台 中視              | 《俏摩女搶頭婚》        | 元菲            |
| 2015年 | 緯來戲劇台 三立都會台        | 《舞吧舞吧在一起》      | 陳庭妮 （客串） |
| 2016年 | 中視 衛視中文台              | 《聶小倩》              | 聶小倩          |
| 2016年 | 中視 衛視中文台              | 《原來一家人》          | ‬瓊瓊            |
| 2018年 | 浙江衛視 東方衛視            | 《愛情進化論》          | 葉影            |
| 2018年 | 台視 東森綜合台 愛奇藝台灣站 | 《種菜女神》            | 田禮耘          |
| 2019年 | 江蘇衛視                     | 《歸還世界給你》        | 歐陽希子        |
| 2019年 | TVBS歡樂台                   | 《天堂的微笑》          | 元菲 （客串）   |
| 2020年 | 湖南衛視                     | 《我不是購物狂》        | 黃燕南          |
| 2021年 | 公視 myVideo Netflix         | 《火神的眼淚》          | 徐子伶          |
| 2022年 | 八大戲劇台 Netflix           | 《愛情發生在三天後》    | 寧幼竹          |
| 2023年 | 公視                         | 《最佳利益2－決戰利益》 | 余芝綺          |
| 2023年 | 公視                         | 《最佳利益3－最終利益》 | 余芝綺          |
| 2024年 | 中視 三立都會台              | 《幸福房屋事件簿》      | 陸安琪          |
| 2024年 | Netflix                      | 《影后》                | 黎芯妮黎嘉慧    |

### 迷你劇集/電視電影
| 年份   | 播出頻道      | 劇名                          | 飾演         |
| 2010年 | 公視          | 《公視人生劇展-再見全壘打》   | 趙中慈       |
| 2016年 | 公視          | 《滾石愛情故事-最後一次溫柔》 | 沈言如       |
| 2017年 | 公視          | 《公視人生劇展-告別》         | 熊寶兒       |
| 2018年 | 公視          | 《公視學生劇展-無知》         | sylvia       |
| 2019年 | 緯來電影台    | 《黯夜》                      | 元芳         |
| 2021年 | KKTV、YouTube | 《McCafé 從喝杯咖啡開始》     | 咖啡師 Emily |
| 2025年 | 三立都會台    | 《婚內失戀－慶祝》            | 張璃         |

### 音樂錄影帶
- 2008年周定緯《寂寞包廂》
- 2009年潘瑋柏《寂屋出租》
- 2013年劉若英《幸福不是情歌》（與Duncan）
- 2013年明道《副歌別再那麼動人》
- 2017年胡宇威《請不要打擾我們的愛》
- 2018年蘇見信 《一眼一生》
- 2019年楊丞琳《泥土》
- 2022年A-Lin 《我怨》

### 舞台劇
- 2024年 寬想國際娛樂《婚內失戀》

## 主持作品

### 電視節目
| 年份 | 播出頻道   | 節目                               | 備註                                                           |
| 2009 |            | 《2009第三屆凱渥夢幻之星決戰之夜》 | 主持人：張嘉雲（花花）、童怡禎、許瑋甯、陳庭妮。               |
| 2010 |            | 《2010第四屆凱渥夢幻之星決戰之夜》 | 主持人：張嘉雲（花花）、許瑋甯、陳庭妮。                       |
| 2011 |            | 《2011第五屆凱渥夢幻之星決賽之夜》 | 主持人：張嘉雲（花花）、許瑋甯、陳庭妮、李家慶、鍾承翰(Hans)。 |
| 2012 |            | 《2012第六屆凱渥夢幻之星決賽之夜》 | 主持人：陳庭妮、鍾承翰(Hans)。                                 |
| 2012 | 中天綜合台 | 《大學生了沒》                     | 陳庭妮代班主持，主題：我的男朋友被「它」搶走了？               |
| 2012 | 中天綜合台 | 《大學生了沒》                     | 陳庭妮代班主持，主題：陽光型男開箱文。                         |

### 網路節目
| 年份 | 播出頻道 | 節目                 | 備註             |
| 2018 | 優酷     | 《芭莎大咖秀第三季》 | 主持人：陳庭妮。 |

### 頒獎典禮

#### 台北電影獎
| 年份 | 播出頻道 | 節目                 | 備註                     |
| 2013 | 三立電視 | 《第15屆台北電影獎》 | 主持人：陳庭妮、曾國城。 |

## 音樂作品

### 單曲
| 年份   | 演唱者                                                                         | 歌名 | 備註                             |
| ------ | ------------------------------------------------------------------------------ | ---- | -------------------------------- |
| 2022年 | 劉冠廷、陳庭妮、施名帥、袁艾菲、陳語安、李相林、王淮仲、洪群鈞、邱木翰、古昀昀 | 太陽 | 電視劇《愛情發生在三天後》片尾曲 |

## 獎項紀錄

### 華劇大賞
| 年份   | 獲提名         | 獎項                                   | 結果 |
| ------ | -------------- | -------------------------------------- | ---- |
| 2012年 | 《真愛趁現在》 | 第1屆華劇大賞—最佳接吻獎（與胡宇威）   | 獲獎 |
| 2012年 | 《真愛趁現在》 | 第1屆華劇大賞—最佳女演員獎             | 獲獎 |
| 2012年 | 《真愛找麻煩》 | 第1屆華劇大賞—最佳女演員獎             | 獲獎 |
| 2012年 | 《真愛找麻煩》 | 第1屆華劇大賞—最佳螢幕情侶獎（與宥勝） | 獲獎 |
| 2013年 | 《真愛黑白配》 | 第2屆華劇大賞—最佳女演員獎             | 獲獎 |

### 金馬獎
| 年份   | 獲提名       | 獎項                   | 結果 |
| ------ | ------------ | ---------------------- | ---- |
| 2016年 | 《失控謊言》 | 第53屆金馬獎最佳新演員 | 提名 |
| 2021年 | 《青春弒戀》 | 第58屆金馬獎最佳女配角 | 提名 |

### 金鐘獎
| 年份   | 獲提名               | 獎項                                 | 結果 |
| ------ | -------------------- | ------------------------------------ | ---- |
| 2017年 | 公視人生劇展《告別》 | 第52屆金鐘獎迷你劇集電視電影女主角獎 | 提名 |
| 2022年 | 《火神的眼淚》       | 第57屆金鐘獎戲劇節目女配角獎         | 提名 |

## 時尚活動
- 2023年  紐約時裝周

## 外部連結
- 陳庭妮 Annie Chen Official的Facebook專頁
- chen_ting_ni的Instagram帳戶
- 陳庭妮的新浪微博
- 陳庭妮在互联网电影资料库（IMDb）上的資料（英文）
- 陳庭妮在香港影庫上的簡介
- 陳庭妮在台灣電影網上的資料（繁體中文）